# Sõrve-Hindu
Sõrve-Hindu is een spookdorp in de Estlandse gemeente Saaremaa, provincie Saaremaa. De plaats had al in 2011 geen inwoners meer. De cijfers van 2021 geven een inwonertal van ‘< 4’.
Tot in oktober 2017 hoorde Sõrve-Hindu bij de gemeente Salme. De plaats heette toen Hindu. In die maand ging Salme op in de fusiegemeente Saaremaa. Omdat er in de nieuwe gemeente nog een plaats Hindu ligt, werd dit Hindu herdoopt in Sõrve-Hindu, naar het schiereiland Sõrve waarop de plaats ligt.

## Geschiedenis
(Sõrve-)Hindu werd voor het eerst genoemd in 1645 als boerderij Hinto Matz, in 1795 als dorp Hindo. De plaats was opgedeeld tussen verschillende landgoederen.
In 1977 werden (Sõrve-)Hindu en het buurdorp Kaimri bij Anseküla gevoegd. In 1997 werden (Sõrve-)Hindu en Kaimri weer zelfstandige dorpen.